# Genfer Initiative
Der Entwurf eines Abkommens über den endgültigen Status, besser bekannt als die Genfer Initiative (oder auch Genfer Abkommen, Genfer Vereinbarung), ist ein virtuelles Abkommen zur Lösung des Nahostkonfliktes.
Bekannte Politiker aus Israel und den palästinensischen Gebieten, die teilweise früher Ministerämter innehatten, wollten auf dem Höhepunkt der 2. Intifada eine Alternative zur gewaltsamen Konfrontation anbieten und deutlich machen, dass weiterhin der Verhandlungsweg als Option offenstünde. Als private Initiative war das Genfer Abkommen weder offizielle Regierungspolitik Israels noch Arafats, obwohl dieser, offiziell nicht mit der Initiative verbunden, einigen Einfluss auf die palästinensischen Verhandlungsführer ausübte.
Der Entwurf des Abkommens sieht einen zukünftigen palästinensischen Staat in beinahe den gesamten Gebieten des Westjordanlandes und des gesamten Gazastreifens vor, dessen Hauptstadt Jerusalem sein würde. Von der Grünen Linie, der Waffenstillstandslinie zwischen Israel und dem Königreich von Jordanien 1949–1967, sollte die zukünftige Grenze der beiden Staaten, Israel und Palästina, nur in wenigen Punkten abweichen. Etwa 2 Prozent des Westjordanlands, in denen sich einige der größten israelischen Siedlungen befinden, sollten laut der Genfer Initiative dem israelischen Staat zugeschlagen werden, wofür das zukünftige Palästina mit einer ebenso großen Landfläche entschädigt werden sollte.
Im Gegenzug zur Aufgabe der meisten israelischen Siedlungen in diesen Gebieten (Schätzungen zur Zeit der Veröffentlichung der Initiative gingen von 110.000 Menschen aus, die umgesiedelt werden müssten), sollten die Palästinenser ihr Rückkehrrecht auf eine Zahl beschränken, die letztlich von Israel bestimmt würde. Mit der Implementierung des Abkommens sollten weitere Ansprüche und Forderungen an Israel verfallen.
Das Abkommen wurde offiziell am 1. Dezember 2003 bei einer Feierstunde in Genf geschlossen. Unter seinen Schöpfern sind der israelische Politiker Jossi Beilin (Meretz-Jachad), einer der Gründer der Economic Cooperation Foundation (ECF) und der frühere Minister der Palästinensischen Autonomiebehörde Jassir Abed Rabbo.
Beide Seiten betonen, dass die Genfer Initiative nicht bindend für ihre Regierungen seien.
Die Genfer Initiative wurde von einigen Ländern und privaten Spendern finanziell unterstützt (eine inoffizielle Quelle hat die Kosten auf 8 Millionen US-Dollar beziffert). Hauptgeldgeber waren die Schweiz, einige andere europäische Staaten und Japan. Offizielle Finanzierungsinformationen wurden nicht veröffentlicht.

## Das Abkommen
Beide Seiten sind nicht mit den Inhalten des Abkommens zufrieden. Die Palästinenser wollen mehr Zugeständnisse, während die Israelis befürchten, dass das, was sie aufgäben, ihre Sicherheit und die Existenz des Staates gefährden würde.

### Hauptinhalte
Die wichtigste Idee, die sich hinter der Initiative verbirgt, ist die Einrichtung eines palästinensischen Staates im Westjordanland und im Gazastreifen. Im Gegenzug soll der Staat Israel von den Palästinensern als die rechtmäßige Heimstätte des jüdischen Volkes anerkannt werden (der Vertragsentwurf verlangt dies zwar nicht explizit, es folgt aber implizit aus seinen Paragraphen). Außerdem verpflichtet die Vereinbarung die Palästinenser dazu, allen Arten der Gewalt gegen Israel, einschließlich des Terrorismus und der Aufhetzung abzuschwören. Die Vereinbarung enthält auch die Verpflichtung, alle illegalen bewaffneten Gruppen zu entwaffnen und aufzulösen. Ebenso beendet sie die beiderseitigen Forderungen aneinander. Der Konflikt soll mit der Ratifizierung offiziell beendet sein.

### Flüchtlingsfrage
Unterschiedliche Einschätzungen bestehen in der Frage, wie viele palästinensische Flüchtlinge Israel aufzunehmen verpflichtet ist. Der relevante Textteil ist Artikel 7 Absatz 4c:
iii. Option iv (Israel als ständiger Wohnsitz) unterliegt dem souveränen Ermessen von Israel und gilt entsprechend einer Anzahl, welche Israel der Internationalen Kommission vorlegt. Als Grundlage zieht Israel den Durchschnitt der Gesamtzahlen heran, die von den verschiedenen Drittländern der Internationalen Kommission vorgelegt werden.
Einige behaupten, dies würde Israel nicht verpflichten, irgendwelche Flüchtlinge aufzunehmen, während andere behaupten, dass Israel ein paar Flüchtlinge werde aufnehmen müssen.
Unter Umständen ist die Frage der Anzahl der Flüchtlinge, die nach Israel einwandern, nicht besonders wichtig. Nur 10 Prozent der palästinensischen Flüchtlinge würde sich dafür entscheiden, in Israel zu leben. 54 Prozent würden es vorziehen, in einem palästinensischen Staat zu leben (so die Zahlen des Palestinian Center for Policy and Survey Research vom 18. Juli 2003).

### Israelisch besetzte Gebiete und Siedlungen
Die Palästinenser würden laut Abkommen die meisten der seit dem Sechstagekrieg von Israel besetzten Gebiete erhalten. Israel würde einige dicht bevölkerte Gebiete nahe der Grünen Linie (wie etwa Gush Etzion und Maale Adumim) annektieren, die mit einer (ebenfalls annektierten) Straße mit Jerusalem verbunden wären (diese Situation ähnelt der des Skopusberges nach dem israelischen Unabhängigkeitskrieg). Andere Städte (wie etwa Ariel), Gemeinden (wie Hebron) und Siedlungen würden aufgegeben und ihre Bewohner ins israelische Kernland umgesiedelt. Als Entschädigung für die Gebiete im Westjordanland erhielten die Palästinenser Gebiete, die an das Westjordanland bzw. den Gazastreifen angrenzen.

## Unterstützung
Die große Mehrheit (78 Prozent) der Palästinenser weiß angeblich wenig oder gar nichts über die Genfer Initiative, obwohl die Initiativbroschüre an alle israelischen und palästinensischen Haushalte verteilt wurde. Eine Mehrheit der befragten Palästinenser, die die Initiative kennen, stimmt dem Abkommen in seinen zentralen Punkten (Rückzug, Eigenstaatlichkeit, Jerusalem, Flüchtlinge, und Beendigung des Konfliktes) gemäß den Zahlen des Palestinian Center for Policy and Survey Research vom 9. Dezember 2003 jedoch nicht zu.
Den Israelis sind die Inhalte des Abkommens angeblich viel besser bekannt, da sie in der israelischen Presse umfangreich diskutiert wurden. Das Abkommen wird jedoch in Israel laut Radioumfragen von einer 70-%-tigen Mehrheit abgelehnt.

## Offizielle Website
- www.geneva-accord.org